# Qashqabad
Qashqabad (persiska: قشق‌آباد), eller Eshqabad (عشق‌آباد), är en ort i Iran.   Den ligger i provinsen Razavikhorasan, i den nordöstra delen av landet, 700 km öster om huvudstaden Teheran. Qashqabad ligger 1 165 meter över havet och antalet invånare är 350.
Terrängen runt Qashqabad är lite kuperad. Runt Qashqabad är det ganska tätbefolkat, med 185 invånare per kvadratkilometer. Närmaste större samhälle är Chenārān, 8,3 km nordväst om Qashqabad. Trakten runt Qashqabad består till största delen av jordbruksmark.